# Guido Cortese
Guido Cortese (Napoli, 3 agosto 1908 – Cortina d'Ampezzo, 3 settembre 1964) è stato un avvocato e politico italiano.
È stato deputato all'Assemblea Costituente, e deputato alla Camera nella II, III e IV legislatura. Deceduto durante lo svolgimento della carica di deputato, venne sostituito dal primo dei non eletti, il compagno di partito Nicola Cariota Ferrara.
È stato Sottosegretario di Stato alle Finanze nel Governo Scelba e Ministro dell'Industria e Commercio nel I Governo Segni.